# Sérgio Reis
Sérgio Reis, nome artístico de Sérgio Bavini (São Paulo, 23 de junho de 1940), é um cantor, compositor sertanejo, ator, apresentador televisivo e político brasileiro filiado ao Republicanos.

## Carreira artística
Neto de imigrantes italianos e portugueses, Sérgio Bavini nasceu no tradicional bairro de Santana, fez parte da Jovem Guarda na década de 1960, criando em 1967 a música "Coração de Papel". Gravou seu primeiro álbum de música sertaneja com a cancão "Menino da Gaita", em 1972. Seguiu-se o sucesso de "Menino da Porteira", "Adeus Mariana", "Disco Voador", "Panela Velha", "Filho Adotivo", "Pinga ni Mim" e várias outras canções. Seu disco O Melhor de Sérgio Reis, lançado em 1981, vendeu mais de 1 milhão de cópias. O cantor optou por adotar o sobrenome de sua mãe, pois não achava o sobrenome de seu pai adequado para o ramo artístico.
Ainda no início de sua carreira, Sérgio Reis protagonizou um acontecimento curioso: se apresentou completamente nu em uma show. Segundo o próprio cantor, em entrevista com Pedro Bial, "era uma festa fechada e quem tava lá não podia entrar com roupa. Tinha uns velhos com cueca samba canção tocando violão, com sapato preto e aquelas meias brancas. Eu tava nu. Tinha que entrar nu. Era uma festa com 20 mulheres lindas. Mas eu fui lá para cantar, não fui para sair com ninguém".
No ano de 2002, Sérgio Reis prestou uma homenagem a Roberto Carlos, com o CD intitulado Nossas Canções, onde interpretou músicas gravadas por Roberto Carlos, de autoria deste em parceria com Erasmo Carlos e de outros compositores. No ano de 2003, Sérgio Reis gravou seu primeiro DVD, intitulado Sérgio Reis e Filhos - Violas e Violeiros, e como o próprio título diz, teve seus filhos como músicos na apresentação.
Em 2010, para comemorar os mais de 40 anos de parceira, Sérgio Reis e Renato Teixeira lançaram o álbum (CD e DVD) ao vivo Amizade Sincera, que reuniu clássicos da música sertaneja. Em 3 de março de 2012, o cantor caiu de uma altura de aproximadamente dois metros durante apresentação em show na cidade de Três Marias, em Minas Gerais, e permaneceu internado para exames mais detalhados.
No dia 20 de novembro de 2014, o cantor recebeu o Grammy Latino de Melhor Álbum de Música Sertaneja pelo álbum Questão de Tempo. Em 2015, recebeu o Grammy Latino de Melhor Álbum de Música Sertaneja pelo CD/DVD Amizade Sincera II, em parceria com Renato Teixeira.

## Discografia

### Álbuns de estúdio
- Coração de Papel (1967)
- Anjo Triste (1969)
- Sérgio Reis (1973)
- João de Barro (1974)
- Saudade da Minha Terra (1975)
- Retrato do Meu Sertão (1976)
- Relaciones Internacionales (1977)
- Natureza (1978)
- Sérgio Reis (1979)
- Boiadeiro Errante (1981)
- O Melhor de Sérgio Reis (1981)
- A Sanfona do Menino (1982)
- Sérgio Reis (1983)
- Sérgio Reis (1984)
- Sérgio Reis (1985)
- Sérgio Reis (1987)
- Sérgio Reis (1988)
- Pantaneiro (1990)
- Sérgio Reis (1991)
- Sérgio Reis (1993)
- Ventos Uivantes (1994)
- Marcando Estrada (1996)
- Vida Violeira (1997)
- Boiadeiro (1997)
- Do Tamanho do Brasil (1998)
- Sérgio Reis & Convidados (2000)
- Sérgio Reis (2000)
- Sérgio Reis 40 Anos de Estrada (2000)
- Nossas Canções (2002)
- Sérgio Reis e Filhos - Violas e Violeiros (2003)
- O Divino Espírito do Sertão (2003)
- Natal de Amor (2004)
- Pra Toda Família (2005)
- Tributo a Goiá (2006)
- Coração Estradeiro (2008)
- 50 Anos Cantando o Brasil (2009
- Amizade Sincera (2010)
- Questão de Tempo (2013)
- Amizade Sincera II (2015)

## Filmografia

### Carreira como ator
Como ator, trabalhou em algumas telenovelas, como Pantanal e A História de Ana Raio e Zé Trovão, na extinta TV Manchete, e Paraíso e O Rei do Gado, na Rede Globo. Seu último trabalho como ator foi na telenovela Bicho do Mato, na Rede Record.
Na telenovela O Rei do Gado, o personagem de Sérgio fazia uma dupla sertaneja com o personagem de Almir Sater, e a dupla era denominada "Pirilampo & Saracura", gravando, inclusive, canções para a trilha sonora.

#### Televisão
- 1982 - Paraíso - Diogo
- 1988 - Fera Radical -  ele mesmo

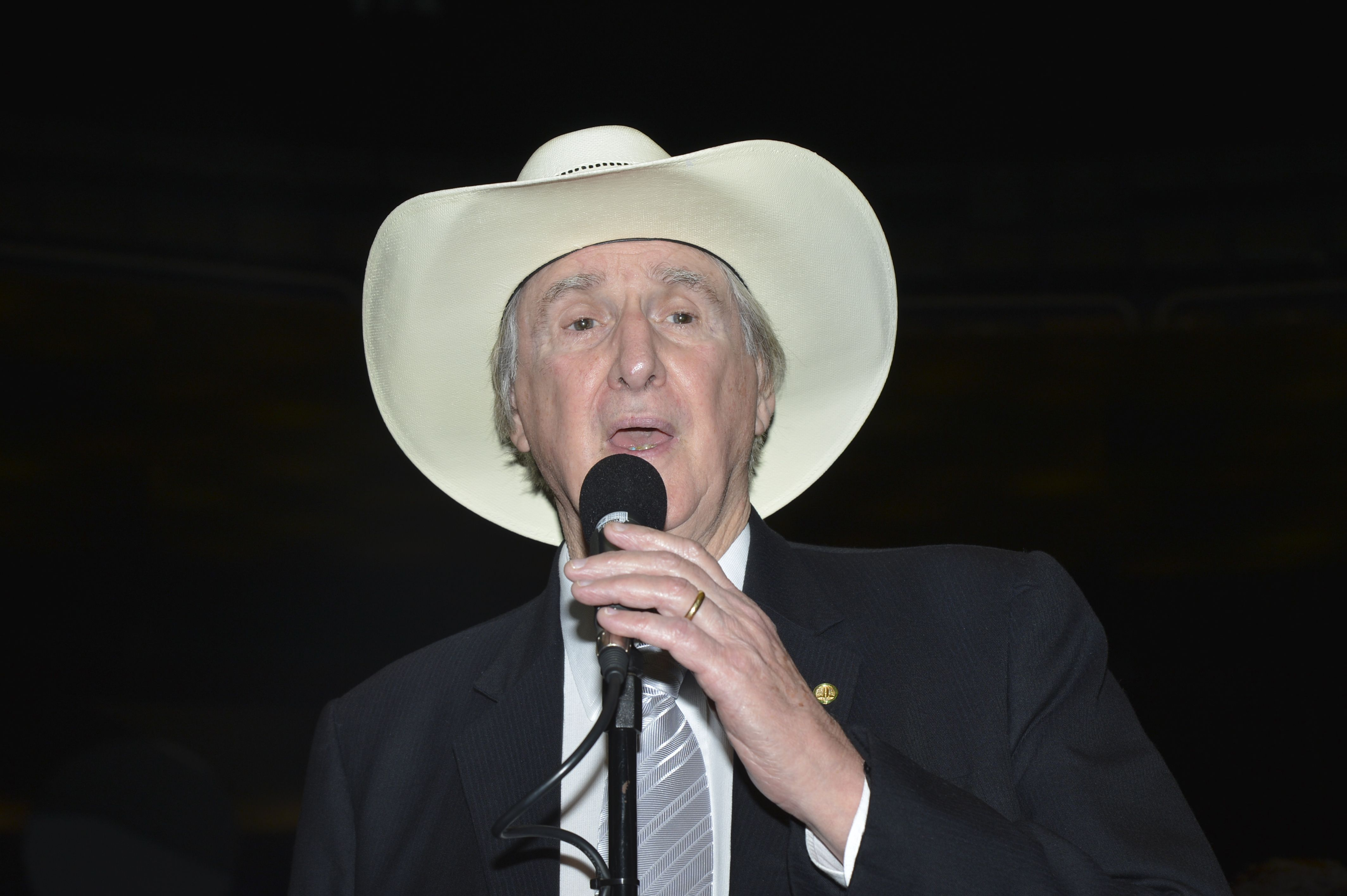
Sérgio Reis em 2015

- 1990 - Pantanal - Tibério Cavalcante
- 1990 - A História de Ana Raio e Zé Trovão - ele mesmo
- 1996 - O Rei do Gado - José Bento de Souza (Zé Bento/Saracura)
- 1999 - Ô... Coitado! - Sr. Anônimo
- 2003 - Canavial de Paixões - ele mesmo
- 2004 - Meu Cunhado - Glauco
- 2006 - Bicho do Mato - Geraldo da Silva
- 2009 - Paraíso - Diogo
- 2022 - Pantanal - convidado do casamento de Zé Leôncio e Filó[10]

#### Cinema
- O Menino da Porteira (1976) - Diogo[11]
- Mágoa de Boiadeiro (1978) - Diogo[12]
- O Filho Adotivo (1983) - Diogo[13]

## Política
Em 2010, filiado ao então Partido da República (PR), lançou-se candidato a deputado federal por Minas Gerais, mas desistiu da disputa. Nas eleições de 2014, concorreu ao mesmo cargo, desta vez pelo Partido Republicano Brasileiro (PRB) e pelo estado de São Paulo, elegendo-se com 45.330 votos. Seu mandato de quatro anos teve início em 1° de fevereiro de 2015.
Naqueles anos, conciliou sua carreira musical com a atuação parlamentar. Na Câmara dos Deputados, ele priorizou aos projetos e discussões voltadas a área da saúde e da previdência social, em especial, as demandas das pessoas da terceira idade ou aposentados. No terceiro ano de seu mandato, foi o deputado que mais recebeu dinheiro em emendas parlamentares, totalizando R$ 8.406.533,39 pagos a ele. Durante sua passagem como deputado, Sérgio Reis usou o microfone poucas vezes e nenhum projeto seu foi aprovado. Foi nessa época que conheceu Jair Bolsonaro.

Em 17 de abril de 2016, Sérgio Reis votou pela autorização do processo de impeachment da presidente Dilma Rousseff, na ocasião da votação no plenário da Câmara dos Deputados. Esta sessão perdurou por mais de nove horas e contou com ampla cobertura em tempo real dos principais veículos de comunicação do Brasil. Em agosto de 2017, votou a favor do processo em que se pedia abertura de investigação do presidente Michel Temer. Com problemas de saúde em 2018, não se candidatou à reeleição. Sua esposa se candidatou em seu lugar, mas não foi eleita, tendo apenas 4.392 votos.
Após a eleição de Jair Bolsonaro à presidência da República, Sergio Reis se tornou publicamente apoiador do governo Bolsonaro. Em 15 de agosto de 2021 lançou uma mobilização para "parar o Brasil", convocando uma greve geral de caminhoneiros para o dia 7 de setembro, exigindo o voto impresso e impeachment dos ministros Alexandre de Moraes e Luís Roberto Barroso. "Nós vamos parar 72 horas. Se não fizer nada, nas próximas 72 horas, ninguém anda no País, não vai ter nem caminhão para trazer feijão para vocês aqui dentro", disse Reis em uma reunião, em Brasília, com representantes do agronegócio, sentado ao lado do presidente da Aprosoja, Antonio Galvan. No encontro, apareceu também o seu amigo e cantor Eduardo Araújo.  "Nada vai ser igual, nunca foi igual ao que vai acontecer em 7, 8, 9 e 10 de setembro, e se eles não obedecerem nosso pedido, eles vão ver como a cobra vai fumar, e ai do caminhoneiro que furar esse bloqueio", ameaçou Reis. Líderes da categoria usaram as redes sociais para se manifestar. Wallace Landim, presidente da Associação Brasileira dos Condutores de Veículos Automotores (Abrava), alertou que estavam tentando usar a categoria como massa de manobra para pautas políticas que não eram as deles. "Não nos envolvemos com política, nem a favor de governo ou contra governo, nem a favor do STF ou contra o STF", disse Landim. Além disso, foi vazado um áudio onde Sérgio Reis ameaça invadir o STF caso os ministros não renunciem.
Sérgio Reis passou a ser investigado pelo Departamento de Combate à Corrupção e ao Crime Organizado da Polícia Civil do Distrito Federal e por operação da Polícia Federal aprovada por Alexandre de Moraes. Ele e outros envolvidos com os protestos de 7 de setembro, como Zé Trovão, sofreram mandados de busca e apreensão e foram proibidos de chegar a 1 km da Praça dos Três Poderes.
Após a repercussão das declarações e a pressão do STF, o cantor apresentou um quadro de glicemia elevada, passou mal e disse estar com depressão. Ele gravou um vídeo dizendo que tinha enviado o áudio como uma brincadeira para um amigo, e que circulou depois sem a sua autorização. Porém, continuou defendendo os protestos e disse que não tinha medo de ser preso.
Ele prestou depoimento para a Polícia Federal no dia 25 de agosto de 2021, e foi internado no mesmo dia no Hospital Albert Einstein por estar com prostatite.  Nele, repetiu o que disse no vídeo e lamentou o vazamento do áudio.
Em 2024, a Polícia Federal indiciou Sérgio Reis e outras doze pessoas pela organização dos atos antidemocráticos. Ao finalizar o inquérito sobre o caso, a PF indiciou Zé Trovão, Sérgio Reis e outros nos delitos de incitação ao crime (pena de detenção de três a seis meses), associação criminosa (reclusão de um a três anos) e de tentar impedir o livre exercício dos Poderes. No caso deste último crime, a PF os enquadrou na antiga Lei de Segurança Nacional, porque era a lei vigente na época dos fatos, com pena prevista de dois a seis anos de prisão.

## Vida pessoal
Sérgio Reis tem dois filhos e se casou duas vezes. Sua primeira esposa foi Ruth Bavini, que é a mãe dos seus filhos. Casou-se em 2008 com Ângela Márcia, cerca de 16 anos mais jovem do que o cantor.